# The Edge of the World
The Edge of the World is een Britse dramafilm uit 1937 onder regie van Michael Powell.

## Verhaal
Het leven van de bewoners van een afgelegen eiland wordt bedreigd door de snelle industrialisering van de wereld. Vanwege een discussie moeten twee jeugdvrienden de hoogste bergwand van het eiland beklemmen. Als gevolg daarvan verdwijnt de rust op het eiland.

## Rolverdeling
| Acteur           | Personage        |
| ---------------- | ---------------- |
| John Laurie      | Peter Manson     |
| Belle Chrystall  | Ruth Manson      |
| Eric Berry       | Robbie Manson    |
| Kitty Kirwan     | Jean Manson      |
| Finlay Currie    | James Gray       |
| Niall MacGinnis  | Andrew Gray      |
| Grant Sutherland | Godsdienstleraar |
| Campbell Robson  | Landheer         |
| George Summers   | Schipper         |